# Tadeáš Hájek
Tadeáš Hájek z Hájku (Prag, 1. prosinca 1525. – Prag, 1. rujna 1600.), također poznat i kao Tadeáš Hájek od Hájeka, Thaddaeus Hagecius ab Hayek i Thaddeus Nemicus, bio je osobni liječnik od svetog rimskog cara Rudolfa II., češki matematičar i astronom.

## Životopis
Tadeáš Hájek je bio sin Šimona Hájeka, iz stare praške obitelji. Car Ferdinand I. ga je oplemenio 1554., vitezom ga proglasio 1571. Maksimilijan II., a kasnije je postao i vitezom Svetoga Rimskog Carstva. Imao je tri žene, tri sina i jednu kćer.
Od 1548. do 1549., je studirao medicinu i astronomiju u Beču, a diplomirao 1550. Od 1554. je studirao medicinu u Bologni i otišao u Milano iste godine slušati predavanja Girolama Cardana, ali se ubrzo vratio u Pragu, gdje je postao profesor matematike na Karlovom sveučilištu u Prag. Od 1566. do 1570., je služio kao vojni liječnik u Austriji i Mađarskoj tijekom rata s Osmanskim Carstvom. 
Njegovi spisi na latinskom se uglavnom bave astronomijom, a mnogi ga smatraju za najvećeg astronoma svog vremena. Osim njegov rada, Tadeáš Hájek je vrijedno prikupljao brojne rukopise, osobito od Nikole Kopernika. Godine 1560. je preveo na češki djelo Bartola Đurđevića "Tumačenje turskoga proročanstva", što je ujedno i prvi poznati prijevod nekog hrvatskog pisca na češki.
Lunarni krater Hagecius i asteroid 1995 Hájek su nazvana u njegovu čast.